# 草競馬

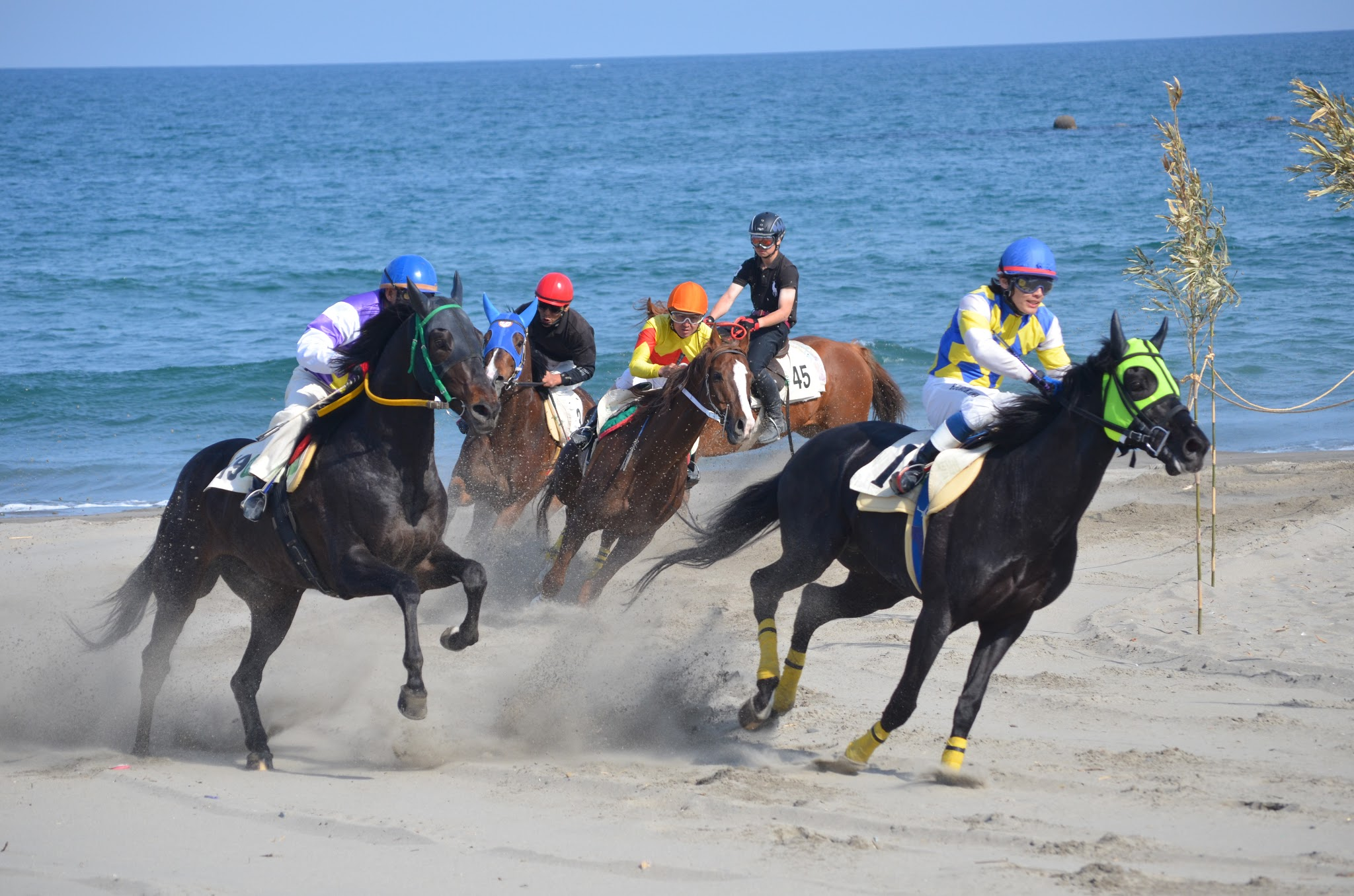
相良草競馬大会（静岡県牧之原市）

草競馬（くさけいば）とは競馬法に基づかない競馬のことである。馬券を発売せずにアマチュアによって行われる。
誤用であるが俗称として地方競馬のことを草競馬と言う場合がある（下記参照）。

## 概要
草競馬は日本全国各地で行われており、神事として行われるもの（祭典競馬という）もある。施行形態としては平地競走のほか、繋駕速歩競走やばんえい競走による場合もある。騎手も小学生から高齢者まで様々である。
大井競馬場や福島競馬場では、福島県で行われる「相馬野馬追」のPRイベントとして、重い甲冑を身に纏い、旗差物をなびかせて、甲冑競馬が毎年披露されている。
なお用法は正しくはないが、地方競馬のことを『草競馬』と呼ぶ場合もある。ただし、地方競馬場は盛岡競馬場以外ダートコースのみしか設置されておらず、草の上で行われる競馬ではない。作家の山口瞳は、全国の地方競馬場を巡った記録を『草競馬流浪記』として出版した。

## 日本各地の草競馬

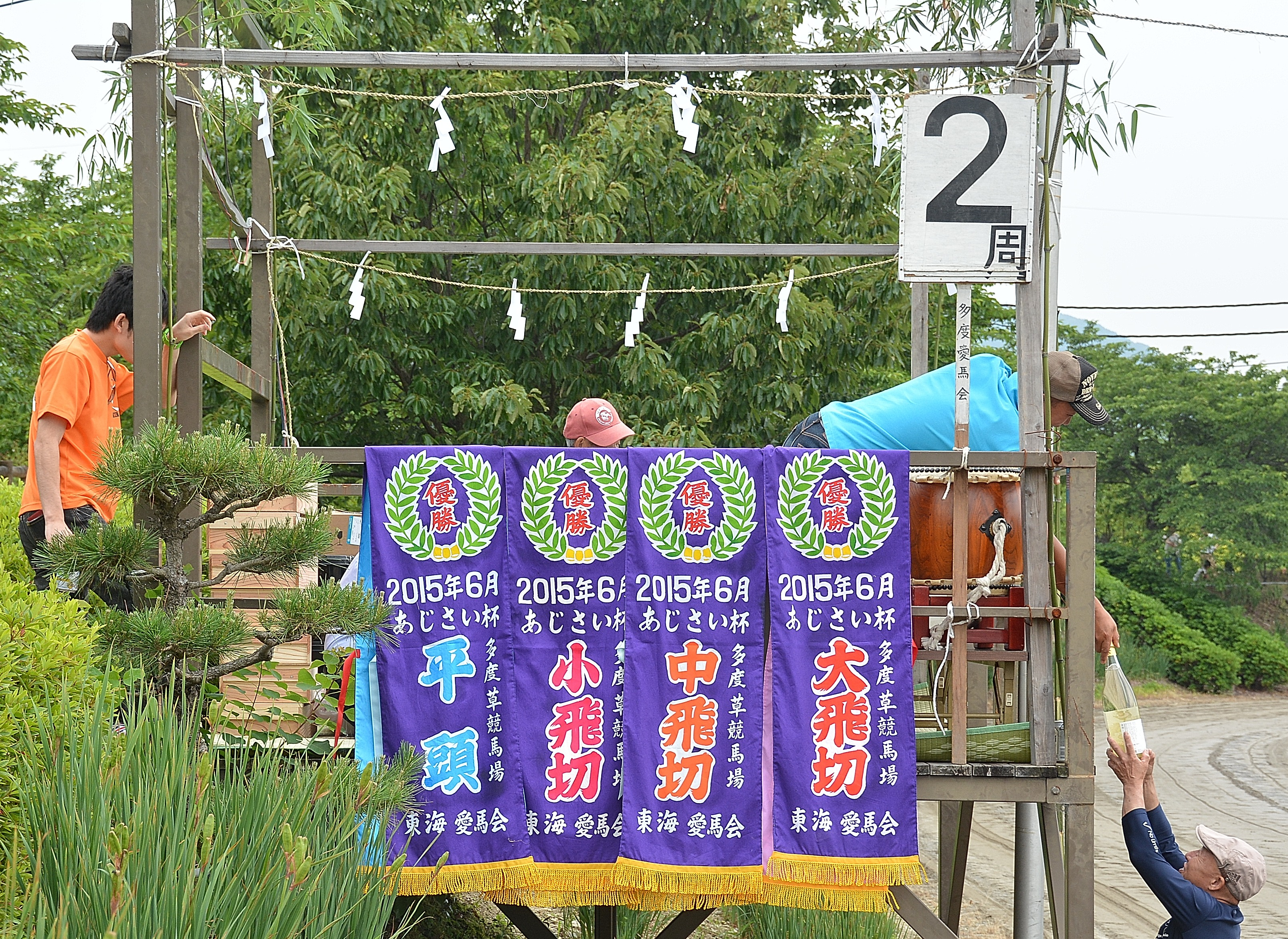
「東海愛馬会草競馬大会」の優勝レイ

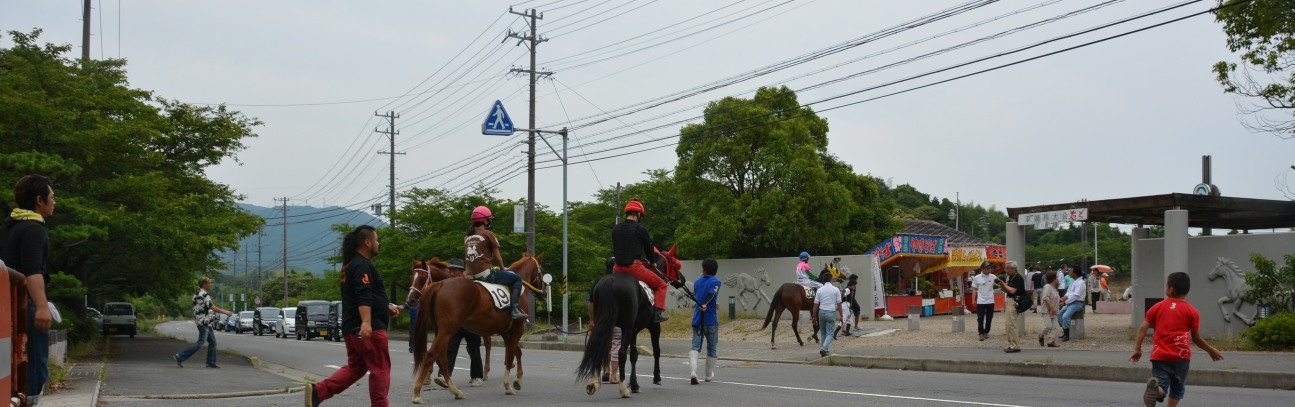
「東海愛馬会草競馬大会」における人馬の往来

- 馬事競技大会（北海道野付郡別海町）

別海町農村広場にて開催。毎年9月の産業祭に合わせ別海町馬事愛好同志会主催で開催され、2017年時点で44回の開催実績が有り、ばんえい競走や繋駕速歩競走も実施。また春にははまなす馬事普及協会主催の競技大会も実施されている。
- 浦河競馬祭（北海道浦河郡浦河町）

浦河町の日高育成牧場で、施設内に特設会場を設けて行われる。2014年時点で48回の開催実績がある。日高地方で行なわれている唯一の草競馬。浦河の他には新冠町など周辺地域でも草競馬が行なわれていた。騎乗速歩競走や繋駕速歩競走も行われる。近年は「うらかわ馬フェスタ」として、「浦河競馬祭」と「シンザンフェスティバル」で合同イベントとして開催され、日高地方の馬イベントという位置づけにある。
- 振興草競馬大会（福島県南相馬市原町区の雲雀ケ原祭場地）

相馬野馬追へ出場する武者の技量向上を目的として、例年春と秋に福島県南相馬市原町区の雲雀ケ原祭場地で振興草競馬大会が開催されている。出場者は五郷騎馬会から募られ、現代の競馬同様にジョッキースタイルによって競走が行われる。
- 大町観光草競馬（長野県大町市）

高瀬川沿いにある観音橋付近の河川敷で行われている。大町市の常盤に仏崎観音寺があり、馬の息災を守護する寺としての役割があったことから、この地域では昔から奉納草競馬が行われてきており現在に至る。
- 高ボッチ高原観光草競馬大会（長野県塩尻市）

例年8月の第1日曜日に、高ボッチ高原で行われている。2014年時点で61回の開催実績がある。ジョッキーベイビーズの長野地区予選会も行われている。
- 望月駒の里草競馬大会（長野県佐久市）

例年11月3日の「文化の日」に望月総合グラウンドで行われている。午前中に予選レース、午後に決勝レースという進行で行われる。一時期中断されていたものの、1989年に復活した。中山グランドジャンプを制覇したビッグテーストの参戦歴がある。騎手では古川文貴の参戦歴もある。
- 観光草競馬大会（長野県安曇野市・西部スポーツゾーン牧運動場）

2014年時点で46回の開催実績がある。
- さがら草競馬大会（静岡県牧之原市）

例年4月下旬に「さがらサンビーチ」で行われている。2014年時点で38回の開催実績がある。「砂浜の周回コース」で行われる全国で唯一の草競馬である。草競馬の起こりは、相良にある民宿の主人によって馬のリハビリを目的に相良の海岸へ馬が集められ、リハビリの仕上げとして海岸を走らせてみたのが起点であるとされている。サラブレッドの他にもポニーや中間種による競走が行われる。
- 多度草競馬（三重県桑名市）

桑名市多度町にある「アイリスパークみぞの」で行われている。「多度春季草競馬大会」「東海愛馬会草競馬大会（6月と12月）」「秋季草競馬大会」の3大会が開催されている。
- いなべ草競馬（三重県いなべ市）

例年5月に、いなべ市大安町の両ヶ池公園で行われている。
- 綾競馬（宮崎県東諸県郡綾町）

11月に開催されており2014年時点で33回の開催実績がある。綾町は古くから馬の産地として機能しており、かつては草競馬も行われていたが一時中断されていた。1982年に「綾町政施行50周年」を記念する目的で綾競馬の復活がなされたのち、現在に至っている。
- 串木野浜競馬大会（鹿児島県いちき串木野市）

例年4月の中旬頃に照島海岸で行われている。1958年から開催されてきている。荷馬車組合による花見の席に仲間内で馬の披露がなされ、さらに余興として浜競馬の開催にまでつながり現在に至る。いちき串木野市の名物行事として定着している。